# LNB Pro A 2005-06
La LNB Pro A 2005-2006 fue la edición número 84 de la Pro A, la máxima competición de baloncesto de Francia. La temporada regular comenzó el 5 de octubre de 2005 y acabó el 18 de junio de 2006. Los doce mejor clasificados accederían a los playoffs, mientras que el Étendard de Brest y el SPO Rouen Basket descenderían a la Pro B.
El campeón sería por cuarta vez en su historia el Le Mans Sarthe Basket tras derrotar al SLUC Nancy en la final a partido único.

## Equipos 2005-06
| Equipo                   | Ciudad              | Pabellón                                | Capacidad |
| ------------------------ | ------------------- | --------------------------------------- | --------- |
| JL Bourg-en-Bresse       | Bourg-en-Bresse     | Salle des Sports                        | 2300      |
| Étendard de Brest        | Brest               | Salle Marcel Cerdan                     | 2270      |
| ÉS Chalon-sur-Saône      | Chalon-sur-Saône    | Le Colisée                              | 4070      |
| Cholet Basket            | Cholet              | La Meilleraie                           | 5191      |
| Stade Clermontois BA     | Clermont-Ferrand    | Maison des Sports                       | 4630      |
| JDA Dijon                | Dijon               | Palais des Sports Jean-Michel Geoffroy  | 4600      |
| BCM Gravelines Dunkerque | Gravelines          | Sportica                                | 3500      |
| Hyères Toulon Var Basket | Hyères – Toulon     | Palais des Sports de Toulon Espace 3000 | 4700 2200 |
| STB Le Havre             | Le Havre            | Salle des Docks Océane                  | 3598      |
| Le Mans Sarthe Basket    | Le Mans             | Antarès                                 | 6003      |
| ASVEL Basket             | Lyon – Villeurbanne | Astroballe                              | 5643      |
| SLUC Nancy Basket        | Nancy               | Palais des Sports Jean Weille           | 6027      |
| Paris Basket Racing      | París               | Stade Pierre-de-Coubertin               | 4200      |
| Élan Béarnais Pau-Orthez | Pau-Orthez          | Palais des Sports de Pau                | 7813      |
| Reims Champagne Basket   | Reims               | Complexe Sportif René Tys               | 3000      |
| Chorale Roanne Basket    | Roanne              | Halle André Vacheresse                  | 3300      |
| SPO Rouen Basket         | Rouen               | Palacio de los Deportes de Ruan         | 5789      |
| Strasbourg IG            | Strasbourg          | Rhénus Sport                            | 6200      |

## Resultados

### Temporada regular
|     | Equipo                   | J  | G  | P  | PF   | PC   | Pts | Clasificación      |
| --- | ------------------------ | -- | -- | -- | ---- | ---- | --- | ------------------ |
| 1.  | Élan Béarnais Pau-Orthez | 34 | 26 | 8  | 2608 | 2373 | 60  | playoff            |
| 2.  | SLUC Nancy Basket        | 34 | 26 | 8  | 2817 | 2531 | 60  | playoff            |
| 3.  | Strasbourg IG            | 34 | 24 | 10 | 2673 | 2415 | 58  | playoff            |
| 4.  | ASVEL Basket             | 34 | 23 | 11 | 2660 | 2401 | 57  | playoff            |
| 5.  | Le Mans Sarthe Basket    | 34 | 22 | 12 | 2673 | 2478 | 56  | playoff            |
| 6.  | BCM Gravelines           | 34 | 19 | 15 | 2652 | 2626 | 53  | playoff            |
| 7.  | STB Le Havre             | 34 | 18 | 16 | 2540 | 2571 | 52  | playoff            |
| 8.  | Cholet Basket            | 34 | 17 | 17 | 2572 | 2507 | 51  | playoff            |
| 9.  | Chorale Roanne Basket    | 34 | 17 | 17 | 2830 | 2841 | 51  | playoff            |
| 10. | ÉS Chalon-sur-Saône      | 34 | 17 | 17 | 2673 | 2526 | 51  | playoff            |
| 11. | JDA Dijon                | 34 | 16 | 18 | 2603 | 2601 | 50  | playoff            |
| 12. | JL Bourg-en-Bresse       | 34 | 16 | 18 | 2488 | 2558 | 50  | playoff            |
| 13. | Paris Basket Racing      | 34 | 16 | 18 | 2396 | 2457 | 50  |                    |
| 14. | Stade Clermontois BA     | 34 | 14 | 20 | 2445 | 2621 | 48  |                    |
| 15. | Hyères Toulon Var Basket | 34 | 12 | 22 | 2670 | 2821 | 46  |                    |
| 16. | Reims Champagne Basket   | 34 | 10 | 24 | 2605 | 2783 | 44  |                    |
| 17. | Étendard de Brest        | 34 | 7  | 27 | 2641 | 3077 | 41  | Descienden a Pro B |
| 18. | SPO Rouen Basket         | 34 | 6  | 28 | 2442 | 2801 | 40  | Descienden a Pro B |

## Playoff
|  | Octavos de final            | Octavos de final         |                          |                          | Cuartos de final | Cuartos de final            |    |  | Semifinales | Semifinales |  |  | Final | Final |
|  |                             |                          |                          |                          |                  |                             |    |  |             |             |  |  |       |       |
|  |                             |                          |                          |                          |                  |                             |    |  |             |             |  |  |       |       |
|  |                             |                          |                          |                          |                  |                             |    |  |             |             |  |  |       |       |
|  | 1. Élan Béarnais Pau-Orthez | 2                        |                          |                          |                  |                             |    |  |             |             |  |  |       |       |
|  | 1. Élan Béarnais Pau-Orthez | 2                        | 8. Cholet Basket         | 2                        |                  |                             |    |  |             |             |  |  |       |       |
|  |                             | 8. Cholet Basket         | 8. Cholet Basket         | 2                        | 1                |                             |    |  |             |             |  |  |       |       |
|  | 9. Chorale Roanne Basket    | 8. Cholet Basket         | 1                        |                          | 1                | 1. Élan Béarnais Pau-Orthez | 0  |  |             |             |  |  |       |       |
|  | 9. Chorale Roanne Basket    |                          | 1                        |                          |                  | 1. Élan Béarnais Pau-Orthez | 0  |  |             |             |  |  |       |       |
|  |                             |                          |                          | 5. Le Mans Sarthe Basket | 2                |                             |    |  |             |             |  |  |       |       |
|  | 4. ASVEL Basket             | 0                        |                          | 5. Le Mans Sarthe Basket | 2                |                             |    |  |             |             |  |  |       |       |
|  | 4. ASVEL Basket             | 0                        | 5. Le Mans Sarthe Basket | 2                        |                  |                             |    |  |             |             |  |  |       |       |
|  |                             | 5. Le Mans Sarthe Basket | 5. Le Mans Sarthe Basket | 2                        | 2                |                             |    |  |             |             |  |  |       |       |
|  | 12. JL Bourg-en-Bresse      | 5. Le Mans Sarthe Basket | 1                        |                          | 2                | 5. Le Mans Sarthe Basket    | 93 |  |             |             |  |  |       |       |
|  | 12. JL Bourg-en-Bresse      |                          | 1                        |                          |                  | 5. Le Mans Sarthe Basket    | 93 |  |             |             |  |  |       |       |
|  |                             |                          |                          | 2. SLUC Nancy Basket     | 88               |                             |    |  |             |             |  |  |       |       |
|  | 2. SLUC Nancy Basket        | 2                        |                          | 2. SLUC Nancy Basket     | 88               |                             |    |  |             |             |  |  |       |       |
|  | 2. SLUC Nancy Basket        | 2                        | 7. STB Le Havre          | 2                        |                  |                             |    |  |             |             |  |  |       |       |
|  |                             | 10. ÉS Chalon-sur-Saône  | 7. STB Le Havre          | 2                        | 0                |                             |    |  |             |             |  |  |       |       |
|  | 10. ÉS Chalon-sur-Saône     | 10. ÉS Chalon-sur-Saône  | 2                        |                          | 0                | 2. SLUC Nancy Basket        | 2  |  |             |             |  |  |       |       |
|  | 10. ÉS Chalon-sur-Saône     |                          | 2                        |                          |                  | 2. SLUC Nancy Basket        | 2  |  |             |             |  |  |       |       |
|  |                             |                          |                          | 3. Strasbourg IG         | 1                |                             |    |  |             |             |  |  |       |       |
|  | 3. Strasbourg IG            | 1                        |                          | 3. Strasbourg IG         | 1                |                             |    |  |             |             |  |  |       |       |
|  | 3. Strasbourg IG            | 1                        | 6. BCM Gravelines        | 2                        |                  |                             |    |  |             |             |  |  |       |       |
|  |                             | 6. BCM Gravelines        | 6. BCM Gravelines        | 2                        | 1                |                             |    |  |             |             |  |  |       |       |
|  | 11. JDA Dijon               | 6. BCM Gravelines        | 0                        |                          | 1                |                             |    |  |             |             |  |  |       |       |
|  | 11. JDA Dijon               |                          | 0                        |                          |                  |                             |    |  |             |             |  |  |       |       |

## Premios

### Premios de la LNB
MVP de la temporada regular
- MVP extranjero :  Jason Rowe (Hyères-Toulon Var Basket)
- MVP francés :  Cyril Julian (Nancy)

Mejor jugador joven
- Ian Mahinmi (STB Le Havre)

Mejor defensor
- John Linehan (Paris Basket Racing-Strasbourg IG)

Mejor entrenador
- Frédéric Sarre (JL Bourg Basket)

### MVP de las Finales
- Hüseyin Beşok  (Le Mans Sarthe Basket)